# Pablo Yedlin
Pablo Raúl Yedlin (San Miguel de Tucumán, 16 de julio de 1966) es un médico y político argentino, Diputado Nacional por la provincia de Tucumán para el periodo 2023-2027.
Anteriormente fue Senador Nacional (2021-2023), Diputado Nacional (2017-2021), ministro de Salud y secretario General de la Gobernación (2015-2017) de su provincia natal.

## Biografía
Nació el 16 de julio de 1966, en San Miguel de Tucumán, hijo de una familia de médicos. En 1992, contrajo matrimonio con su pareja, con quien tiene tres hijos.

### Estudios y formación
Yedlin se recibió en la Facultad de Medicina de la Universidad Nacional de Tucumán en 1990. Realizó la residencia en el Hospital Italiano, donde se especializó en Pediatría y en terapia intensiva pediátrica y Neonatología. Posteriormente realizó otra especialización universitaria en Sistemas de Salud y Seguridad Social en la Universidad ISALUD, en Buenos Aires.
Se ha desempeñado como profesor titular de la cátedra de Salud Pública de la Universidad de San Pablo-Tucumán.
En 2023, presentó la segunda impresión de un libro de textos académicos titulado “Lecciones de Salud Pública” que escribió en coautoría con docentes de la cátedra de Salud Pública de la Universidad de San Pablo-Tucumán.

## Trayectoria política

### Comienzos
En 2003, bajo la gobernación de José Alperovich, asumió como secretario de Coordinación del Ministerio de Salud Pública de Tucumán, y al año siguiente fue designado secretario Ejecutivo Médico del Sistema Provincial de Salud. En 2007 fue designado como ministro de Salud Pública de Tucumán, cargo en el que se mantuvo hasta 2015, cuando pasó a ser Secretario General de la Gobernación, ya con Juan Luis Manzur como gobernador. 

### Diputado Nacional (2017-2021)
En 2017, renunció al cargo de Secretario General de la Gobernación, para asumir como diputado de la Nación, tras resultar electo como parte del Frente Justicialista por Tucumán, integrando el Bloque Justicialista por Tucumán que a su vez formaba parte del interbloque Argentina Federal.
En esa nueva función, fue elegido Vicepresidente de la Comisión de Acción Social y Salud Pública (2017-2019) y consiguió sancionar como ley (por unanimidad) su proyecto de Nueva Ley de Vacunas (Ley N°27491).

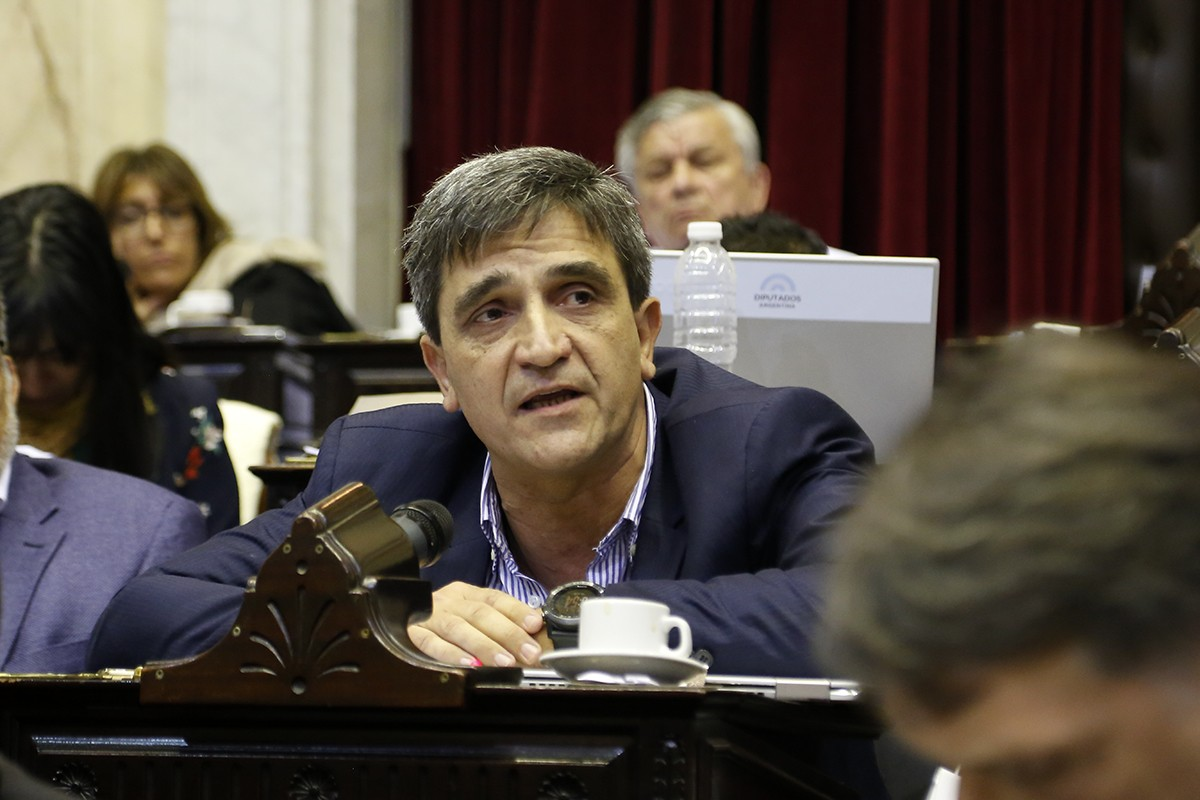
Yedlin en la Cámara de Diputados Argentina, durante el debate por la despenalización del aborto en 2018

Posteriormente, fue elegido Presidente de la Comisión de Acción Social y Salud Pública para el período 2019-2021. En este nuevo rol, consiguió las sanciones de sus proyectos de ley de Receta Digital y Teleasistencia médica (Ley N°27.553), y de la ley para la adquisición de la vacuna contra el COVID-19 (Ley N°27.573).´
Durante su tarea legislativa, fue autor de la Ley de enfermería y de la Ley de Prevención de la Resistencia Antimicrobiana que finalmente se sancionó en Senadores en agosto de 2022, posteriormente reglamentada en julio de 2023 por el Gobierno Nacional.

### Senador Nacional (2021-2023)
En julio de 2021, fue confirmado como precandidato a Senador Nacional por La Provincia de Tucumán. El 13 de septiembre del mismo año, durante las elecciones generales legislativas, resultó electo para el cargo de senador con el 29,8% de los votos.
El 9 de diciembre de 2021, Yedlin juró como Senador Nacional por la Provincia de Tucumán para el periodo 2021-2027.
El 8 de junio de 2022, fue elegido presidente de la Comisión de Salud del Senado de la Nación.
Durante su mandato como senador, formó parte de la Comisión Bicameral Permanente de Trámite Legislativo, así como de las comisiones de Economía Nacional e Inversión; Agricultura, Ganadería y Pesca; y Población y Desarrollo Humano. Asimismo, ejerció el cargo de secretario de la Comisión de Relaciones Exteriores y Culto del Honorable Senado de la Nación.
EL 28 de noviembre de 2023, presentó su renuncia ante el Senado, sucediéndole en la banca el exgobernador de Tucumán, Juan Luis Manzur.

### Diputado Nacional (2023-actualidad)
En junio de 2023, en el contexto de las elecciones presidenciales de Argentina, confirmó su precandidatura a Diputado Nacional por el frente Unión por la Patria.
El 22 de octubre de 2023, fue electo como Diputado Nacional, nuevamente por la Provincia de Tucumán, con el 46,77% de los votos.
El 07 de diciembre del mismo año, juró como Diputado Nacional en la Cámara Baja del Congreso.

## Premios y distinciones
El 6 de diciembre de 2021, fue distinguido con el Premio Parlamentario, entre los diez diputados destacados del año, quedando en sexto lugar, por su gestión en la Comisión de Salud.
El 6 de diciembre de 2022, se le otorgó el Premio al Mejor Senador Nacional del Año, en la 28.ª edición del Premio Nacional otorgado por la Agencia Comunas de la Ciudad de Buenos Aires, cuyos ganadores son elegidos por el voto de legisladores nacionales, periodistas especializados y lectores de la revista.
El 15 de diciembre de 2023, se le otorgó nuevamente el Premio Parlamentario, quedando en séptimo lugar, por sus acciones en materia de salud en la Cámara Alta del Congreso, quedando entre los diez senadores distinguidos ese año.

## Publicaciones
- Lecciones de salud pública (2023) Tucumán, ISBN 978-987-88-7997-0.[8]